# William Kentridge
William Kentridge (Johannesburg, 28 aprile 1955) è un artista sudafricano. Noto per i suoi disegni, incisioni è conosciuto soprattutto per i suoi film di animazione creati da disegni a carboncino. Lavora anche con stampe, libri, collage e scultura.

## Biografia
I suoi genitori, Sydney Kentridge e Felicia Geffen, sono entrambi avvocati.
Nel 1976 ha conseguito la laurea in Scienze Politiche e Studi africani presso l'Università di Witwatersrand in seguito ha studiato arte presso l'Art Foundation di Johannesburg fino al 1978. In quegli anni lavora come disegnatore per le produzioni cinematografiche e insegna incisione. Nel 1981 si trasferisce a Parigi per studiare teatro a L'École Internationale de Théâtre Jacques Lecoq.
Durante gli anni ottanta Kentridge trova lavoro come art director per diverse serie televisive. In seguito inizia a creare film di animazione con i suoi disegni.
Oltre a disegni e filmati, parte integrante della sua carriera è legata alla sua passione per il teatro. Dal 1975 al 1991 è stato membro della Compagnia teatrale Junction Avenue, a Johannesburg e Soweto. Nel 1992 inizia a lavorare come attore, regista e disegnatore di paesaggi ne: La Compagnia The Handspring Puppet. La compagnia, esegue opere come Woyzeck, Faust e Ubu re, creando spettacoli anticonvenzionali utilizzando pupazzi, attori e animazione.

## Pratica artistica
I suoi film sono ambientati in zone industriali e minerarie di Johannesburg, emblema di abusi ed ingiustizie. Le sue opere sono in gran parte costituite da riprese del disegno in divenire, un continuo cancellare e ridisegnare. Continua questo processo meticoloso alterando ogni disegno fino alla fine della scena.
Artista versatile nel cui lavoro unisce politica e poetica. Le sue opere trattano argomenti come l'apartheid, il colonialismo e il totalitarismo, accompagnati da parti oniriche, sfumature liriche o pezzi comici. Questa unione permette che i suoi messaggi siano al tempo stesso potenti e affascinanti. Attraverso la sua poetica, Kentridge da una visione emblematica ed attuale del Sudafrica.
Riceve la fama internazionale nel 1997, dopo la partecipazione alla Biennale di Johannesburg, alla Biennale dell'Avana ed a Documenta X.

## Film
| - 1989 Johannesburg:2nd Greatest City After Paris - 1990 Monument - 1991 Mine - 1991 Sobriety, Obesity & growing old - 1994 Felix in Exile - 1996 History of the Main Complaint | - 1996-97 Ubu Tells the Truth - 1998 Weighing and Wanting - 1999 Stereoscope - 2001 Medicine Chest - 2003 Automatic Writing |

I suoi film sono stati proiettati nel 2004 a Cannes Film Festival.

## Mostre
- 1997 Documenta X, Kassel
- 1998 São Paulo Biennial, Brasile
- 1998 The Drawing Center, New York
- 1999 Barcelona Museum of Contemporary Art, Barcellona
- 1999 Biennale di Venezia, Venezia
- 2000 Biennale dell'Havana, Havana
- 2003 Goodman Gallery, Johannesburg
- 2004 Metropolitan Museum of Art, New York
- 2005 Musée d'art Contemporain, Montréal
- 2006 Johannesburg Art Gallery, Johannesburg
- 2006 Museum der Moderne, Salzburg
- 2006 Museum of Contemporary Art, Chicago
- 2007 Smith College Art Museum , Massachusetts
- 2007 Museum of Modern Art, New York
- 2007 University of Brighton Gallery, Brighton, Regno Unito
- 2007 Bienal do Mercosul, Porto Alegre, Brasile
- 2008 Williams College Museum of Art, Massachusetts
- 2008 Philadelphia Museum of Art, Philadelphia

- 2008 Biennale di Sydney, Sydney
- 2009 Chicago Museum of Contemporary Art, Chicago
- 2009 San Francisco Museum of Modern Art, San Francisco
- 2009 Modern Art Museum di Fort Worth, Fort Worth, Texas
- 2009 Henry Art Gallery, Seattle
- 2009 The National Museum of Modern Art, Kyoto
- 2009 The Norton Museum of Art, West Palm Beach
- 2010 Museum of Modern Art, New York
- 2010 Hiroshima City Museum of Contemporary Art, Hiroshima
- 2010 Colorado Springs Fine Arts Center, Colorado
- 2010 Jeu de Paume, Paris
- 2010 Louvre, Paris
- 2010 Albertina, Vienna
- 2011 Israel Museum, Gerusalemme
- 2011 MOMA, New York
- 2011 MACO, Oaxaca
- 2012/2013 MAXXI, Roma
- 2016 MACRO, Roma

## William Kentridge nei musei italiani
- Museo nazionale delle arti del XXI secolo, Roma (sezione d'arte figurativa)
- Metropolitana di Napoli, Napoli (stazione Toledo, linea 1)
- Museo dell’Arsenale (Amalfi), Amalfi (mostra “More sweetly play the dance”, 2020)
- Palazzi dell'Arte, Rimini

## Onorificenze

### Onorificenze straniere
- Accademico d'onore, Accademia di Belle Arti di Palermo, 2 maggio 2022